# Amine Bensaid
Amine Bensaid (Fez, 1968) es un informático y académico marroquí, presidente de la Universidad Al Akhawayn en Ifrane . Su investigación se ha centrado en el reconocimiento de patrones, el aprendizaje automático, el procesamiento de imágenes, la lógica difusa, las redes neuronales y los algoritmos genéticos, y sus aplicaciones a la resonancia magnética, la minería de datos, la minería web y la informática árabe, campos en los que ha sido autor de publicaciones influyentes. También fue presidente de la Université Mundiapolis en Casablanca entre 2011 y 2019. Desde 2017, ha sido presidente de la junta de la Comisión Marroquí-Americana para el Intercambio Educativo y Cultural (MACECE), que administra el Programa Fulbright en Marruecos.

## Juventud y educación
Bensaid nació en Fez, Marruecos en 1968, y se graduó de la escuela secundaria en esta ciudad en 1986. Estudió en la Universidad del Sur de Florida entre 1988 y 1994, de la cual recibió una licenciatura en sistemas de información en 1990, una maestría en ingeniería informática en 1992 y un doctorado en ciencias de la computación e ingeniería en 1994. También se convirtió en miembro de las sociedades de honor Phi Kappa Phi, Golden Key y Tau Beta Pi .

## Carrera académica
Bensaid comenzó su carrera académica en la Universidad Al Akhawayn en 1994, donde se convirtió en jefe del departamento de informática en 1998, decano de la escuela de ciencias e ingeniería en 2001, y vicepresidente de asuntos académicos e investigación en 2007. En 1999 también fue académico Fulbright y profesor visitante en la Universidad Carnegie Mellon. También fue presidente de la Université Mundiapolis en Casablanca entre 2011 y 2019, y miembro del consejo académico de Honoris United Universities, una red privada de educación superior panafricana. En 2017, Bensaid fue nombrado presidente de la junta de la Comisión Marroquí-Americana para el Intercambio Educativo y Cultural (MACECE), sucediendo así a Hassan Mekouar, exrector de Universidad Mohammed Primero en Oujda. En noviembre de 2019 fue nombrado por el Rey de Marruecos presidente de la Universidad Al Akhawayn, sucediendo así a Driss Ouaouicha, quien había sido nombrado ministro delegado para la educación superior y la investigación científica.

## Publicaciones Seleccionadas
- Bensaid, A., Hall, L.O., Bezdek, J.C., Clarke, L.P., Silbiger, M.L., Arrington, J.A., & Murtagh, F.R. (1996). Validity-guided (re)clustering with applications to image segmentation. IEEE Trans. Fuzzy Systems, 4, 112-123.
- Kourdi, M.E., Bensaid, A., & Rachidi, T. (2004). Automatic Arabic Document Categorization Based On The Naive Bayes Algorithm. Semitic '04 Proceedings of the Workshop on Computational Approaches to Arabic Script-based Languages, 51-58.
- Bensaid, A., Hall, L.O., Bezdek, J.C., & Clarke, L.P. (1996). Partially supervised clustering for image segmentation. Pattern Recognition, 29, 859-871.
- Hall, L.O., Bensaid, A., Clarke, L.P., Velthuizen, R.P., Silbiger, M.L., & Bezdek, J.C. (1992). A comparison of neural network and fuzzy clustering techniques in segmenting magnetic resonance images of the brain. IEEE transactions on neural networks, 3 5, 672-82.

## Otras funciones y contribuciones
Bensaid también ha sido asesor de MAScIR, una iniciativa nacional dirigida por el ministerio de industria, comercio y nuevas tecnologías, para desarrollar una plataforma de investigación científica y tecnológica orientada al mercado en Marruecos, presidente de la Asociación de Becarios Fulbright de Marruecos (MFAA), y presidente del consejo científico y educativo y luego vicepresidente de Anwaar, una asociación sin ánimo de lucro que apoya la educación de estudiantes marroquíes prometedores en los campos de ciencia y tecnología.